# Witoszyn (województwo lubelskie)
Witoszyn – wieś w Polsce położona w województwie lubelskim, w powiecie puławskim, w gminie Kazimierz Dolny. Leży nad Potokiem Witoszyńskim.
Wieś szlachecka położona była w drugiej połowie XV wieku w powiecie lubelskim województwa lubelskiego. 
W latach 1975–1998 miejscowość należała administracyjnie do województwa lubelskiego.
Wieś stanowi sołectwo gminy Kazimierz Dolny. Według Narodowego Spisu Powszechnego z roku 2011 wieś liczyła 210 mieszkańców.
Wierni Kościoła rzymskokatolickiego należą do parafii Najświętszej Maryi Panny Matki Kościoła w Grabówkach.

## Historia
Miejscowość wzmiankowana w źródłach w 1470 roku jako wieś szlachecka. Wymieniano ją jako należącą do dóbr celejowskich. W XVI wieku wzmiankowano, że właścicielem wsi był Kruszczowski i że we wsi znajdował się młyn. W XVII wieku właścicielem dóbr był Mateusz Chomicki. W XIX wieku w Witoszynie był młyn wodny, dwa folwarki i karczma.